# Лю Ґуаньдао
Лю Ґуаньдао (*劉貫道, д/н —після 1300) — китайський художник, державний службовець часів династії Юань. Розквіт творчості припадає на 1279—1300 роки.

## Життєпис
Народився в м. Чжуншань (сучасне м. Дінчжоу провінції Хебей). Про дату народження та часи навчання живопису нічого невідомо. Знано, що вже у 1260-х роках був шанованим майстром. Як придворний художник Лю Ґуаньдао 1279 року був зарахований до відомства імператорських шат. Остання згадка про нього датується 1300 роком.

## Творчість
Відомий як автор культового живопису (зображення даоських та буддистських діячів, пагод), картини в жанрі хуа-няо хуа (花鳥畫, «квітів і птахів»), уславившись зображеннями бамбука, а також пейзажами шань-шуй хуа (山水畫) в дусі Лі Чена і Го Сі. Його стиль малювання твердий і сильний, застосовував яскраві фарби.
У 1280 році написав вертикальний сувій, який зображає Хубілай-хана на мисливській прогулянці (натепер зберігається у палаці-музеї в Тайбеї). Тут напрочуд лірично і захоплююче представлена імператорська сім'я, оточена великим почтом, яка перебуває у безтурботному настрої. Лю Ґуаньдао дуже точно і зрозуміло передав крій, матеріали та обробку одягу, детально прописавши візерунки тканин. Тому разом з художніми якостями ця картина є цінним джерелом інформації стосовно придворних костюмів і звичаїв монгольської епохи.

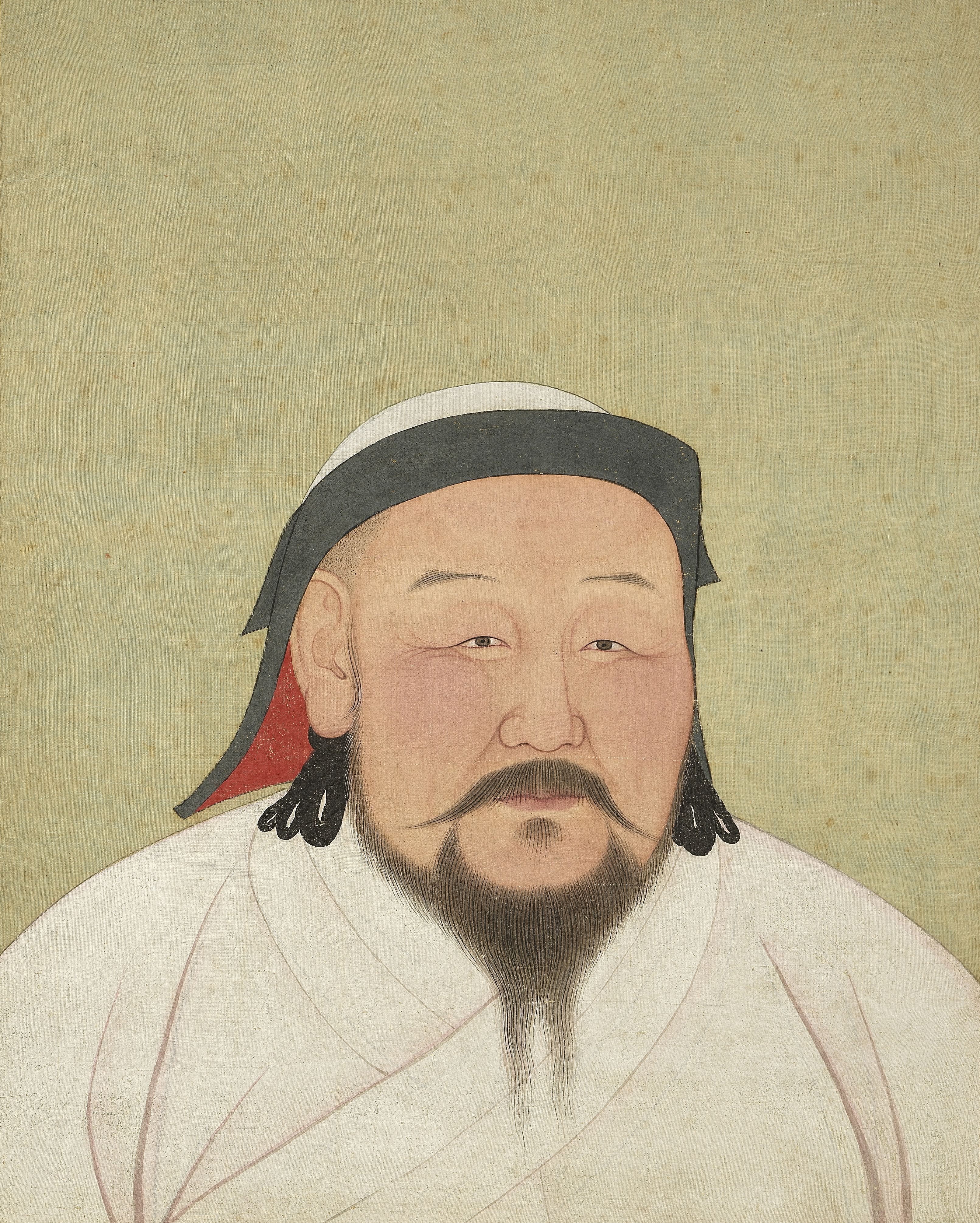
Портрет Хубілай-хана
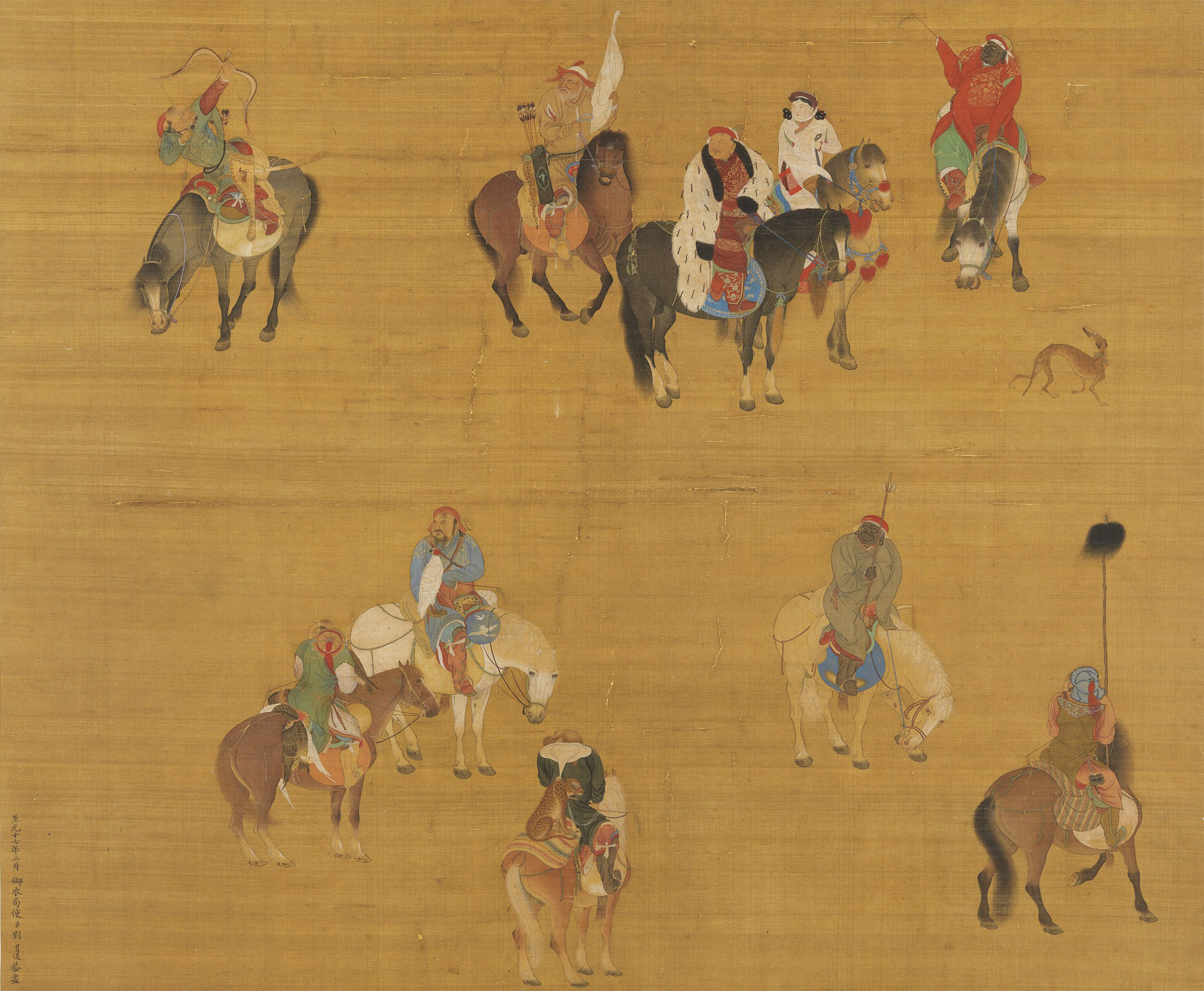
Хубілай-хан на мисливській прогулянці
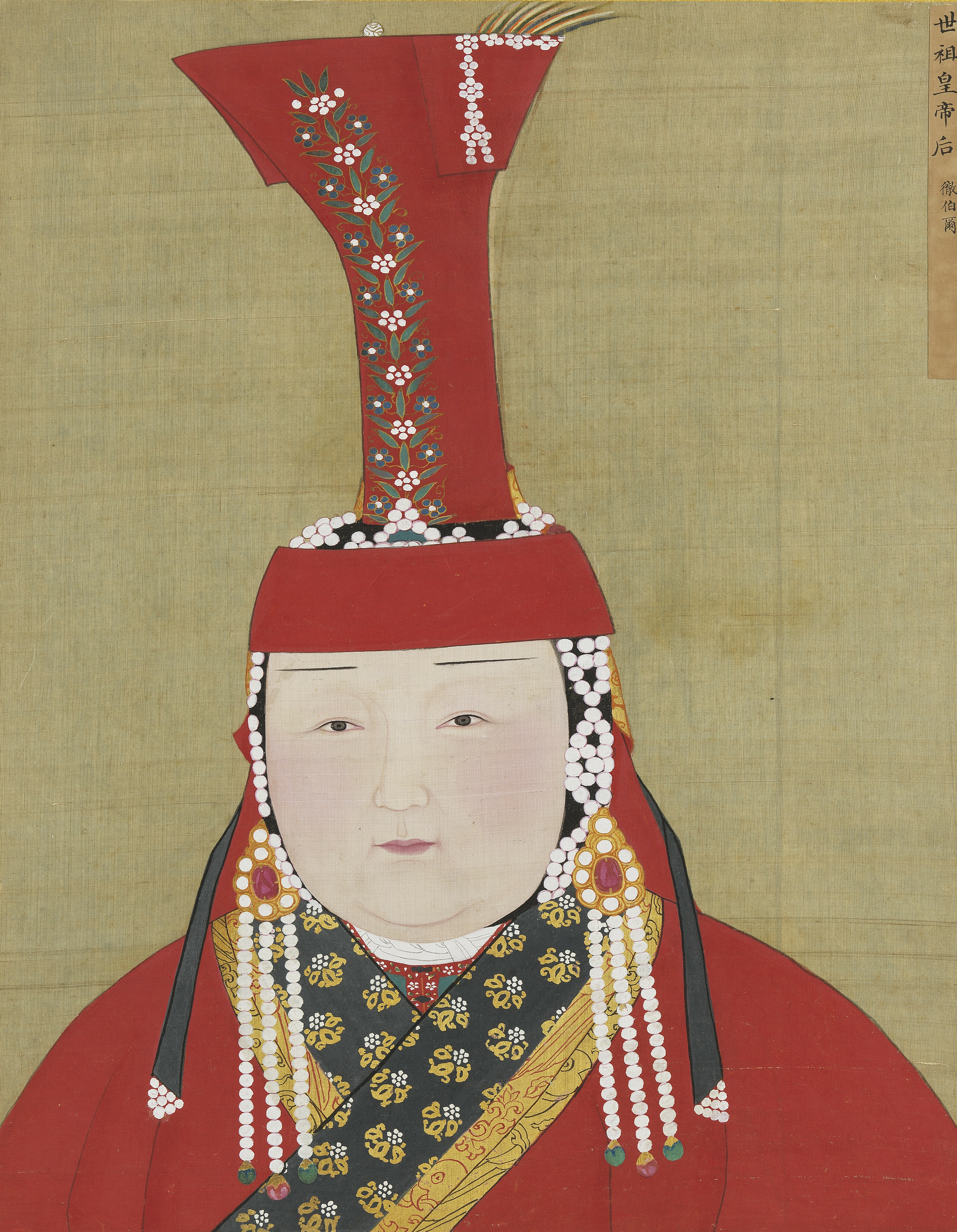
Імператриця Чабі